# 豊岡町 (横浜市)
豊岡町（とよおかちょう）は、神奈川県横浜市鶴見区の地名。「丁目」のない単独行政地名。住居表示実施済み区域。

## 地理
鶴見区の南東部に位置し、東に鶴見中央一丁目、南に鶴見一丁目・二丁目、西に寺谷一丁目・二丁目、北に佃野町と接している。

### 地価
住宅地の地価は、2025年（令和7年）1月1日の公示地価によれば、豊岡町14-14の地点で43万5000円/m²となっている。

## 歴史

### 沿革
- 1979年（昭和54年）7月23日 - 住居表示の実施に伴い、鶴見町の一部を分離し、豊岡町を新設[7]。

### 治安・風紀の維持
2022年（令和4年）11月1日より、豊岡町は神奈川県暴力団排除条例に基づき暴力団排除特別強化地域に指定されることとなった。地域内では飲食店などの特定営業者と暴力団員との間でみかじめ料のやりとりや用心棒などの役務提供および依頼などが禁止され、違反者は金銭の支払いや役務を依頼した側であっても懲役1年以下または罰金50万円以下の罰則が科されることとなった。

## 世帯数と人口
2025年（令和7年）6月30日現在（横浜市発表）の世帯数と人口は以下の通りである。
| 町丁   | 世帯数    | 人口    |
| ------ | --------- | ------- |
| 豊岡町 | 3,549世帯 | 5,550人 |

### 人口の変遷
国勢調査による人口の推移。
| 年                 | 人口  |
| ------------------ | ----- |
| 1995年（平成7年）  | 3,756 |
| 2000年（平成12年） | 3,956 |
| 2005年（平成17年） | 4,223 |
| 2010年（平成22年） | 4,493 |
| 2015年（平成27年） | 5,131 |
| 2020年（令和2年）  | 5,579 |

### 世帯数の変遷
国勢調査による世帯数の推移。
| 年                 | 世帯数 |
| ------------------ | ------ |
| 1995年（平成7年）  | 1,923  |
| 2000年（平成12年） | 2,204  |
| 2005年（平成17年） | 2,499  |
| 2010年（平成22年） | 2,738  |
| 2015年（平成27年） | 3,157  |
| 2020年（令和2年）  | 3,474  |

## 学区
市立小・中学校に通う場合、学区は以下の通りとなる（2024年11月時点）。
| 番・番地等 | 小学校             | 中学校             |
| ---------- | ------------------ | ------------------ |
| 全域       | 横浜市立豊岡小学校 | 横浜市立鶴見中学校 |

## 事業所
2021年（令和3年）現在の経済センサス調査による事業所数と従業員数は以下の通りである。
| 町丁   | 事業所数  | 従業員数 |
| ------ | --------- | -------- |
| 豊岡町 | 527事業所 | 5,468人  |

### 事業者数の変遷
経済センサスによる事業所数の推移。
| 年                 | 事業者数 |
| ------------------ | -------- |
| 2016年（平成28年） | 521      |
| 2021年（令和3年）  | 527      |

### 従業員数の変遷
経済センサスによる従業員数の推移。
| 年                 | 従業員数 |
| ------------------ | -------- |
| 2016年（平成28年） | 5,350    |
| 2021年（令和3年）  | 5,468    |

## 交通

### 鉄道
- 東日本旅客鉄道（JR東日本）
  - 鶴見駅（所在地は鶴見中央一丁目であるが、西口の一部は豊岡町に入っている）

### 道路
- 神奈川県道14号鶴見溝ノ口線
- 横浜市主要地方道85号鶴見駅三ツ沢線

## 施設
- 鶴見駅西口行政サービスコーナー[18]
- 横浜豊岡郵便局[19]
- 西友 鶴見店[20]
- 鶴見警察署 鶴見駅西口交番

## その他

### 日本郵便
- 郵便番号 : 230-0062[3]（集配局：鶴見郵便局[21]）

### 警察
町内の警察の管轄区域は以下の通りである。
| 番・番地等 | 警察署     | 交番・駐在所   |
| ---------- | ---------- | -------------- |
| 全域       | 鶴見警察署 | 鶴見駅西口交番 |